# Garamut
Garamut (Pidgin) ist eine hölzerne Schlitztrommel, die in unterschiedlichen Größen und Formen in der zeremoniellen Musik Neuguineas, zur Übermittlung von Nachrichten und zur Begleitung von traditionellen Liedern und Tänzen geschlagen wird. Die überwiegend von Männern gespielten, zu den Aufschlagidiophonen zählenden Schlitztrommeln sind an den Küsten und Flüssen im Norden Papua-Neuguineas, besonders in der Sepik-Region, auf dem Bismarck-Archipel, der Insel Neubritannien, den nördlichen Inseln der Salomonen und auf anderen kleinen Inseln Melanesiens verbreitet.
Eine garamut gilt als ein sakrales Musikinstrument, durch dessen Klang die Ahnen sprechen, und spielt eine zentrale Rolle bei Initiationszeremonien. Demgemäß existieren bestimmte Kontakttabus: Garamut werden in einer bestimmten Lage oder in einem besonderen Kulthaus aufbewahrt, ihre Herstellung findet häufig an einem geheimen Ort im Wald statt, den Frauen nicht besuchen dürfen. Wertvolle Exemplare sind aufwendig reliefiert und ihre Tragegriffe an den Enden als Menschen- und Tierfiguren gestaltet. Die Bedeutung der Schlitztrommeln kann wie bei jedem Kultobjekt für die einzelnen sozialen Gruppen innerhalb einer Gesellschaft und je nach Situation unterschiedlich sein. Dieselbe Schlitztrommel kann zur Übermittlung individueller Nachrichten und bei Ritualen in einem magisch-religiösen Zusammenhang verwendet werden. Garamut ist auch der Name eines häufig zum Bau der Schlitztrommeln verwendeten Hartholzes (Vitex cofassus).

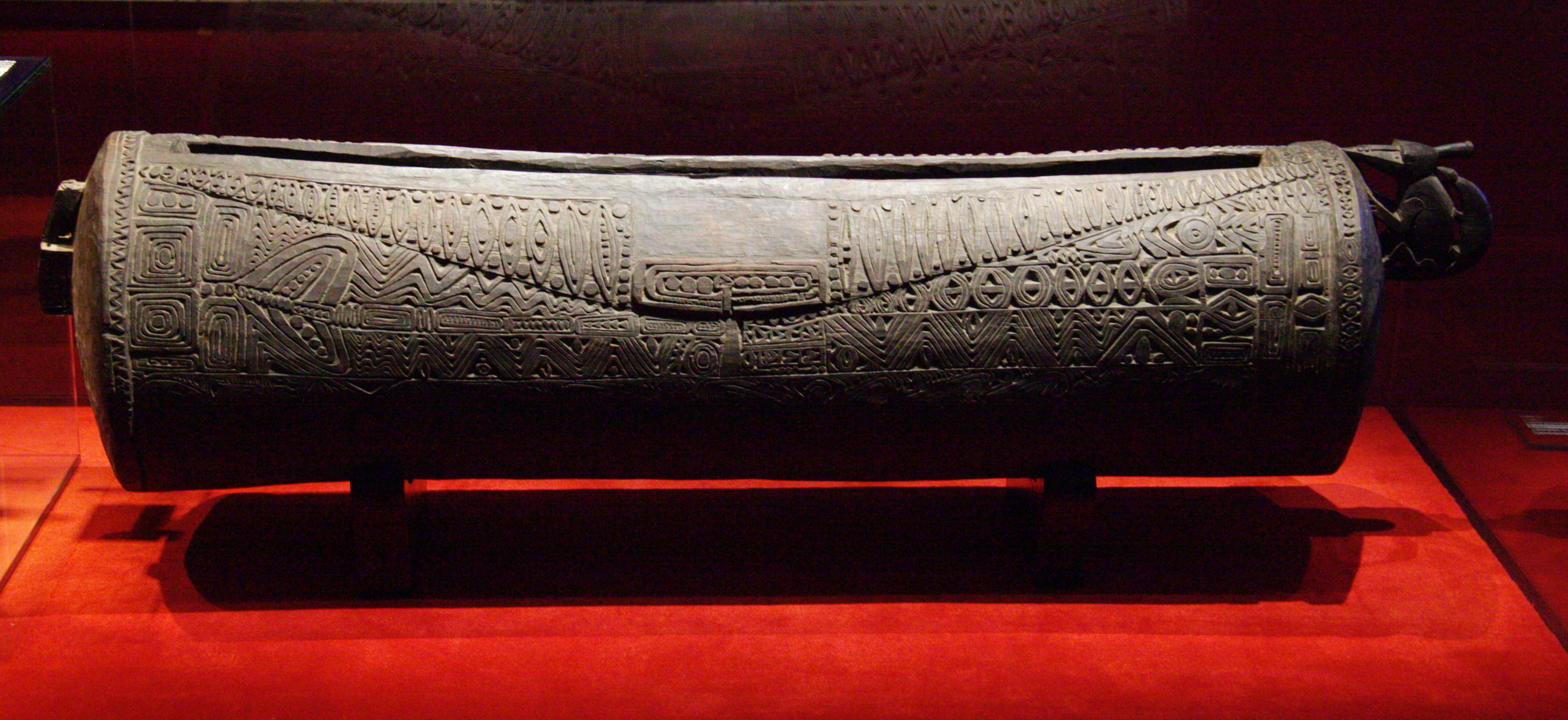
Garamut im Musikinstrumentenmuseum in Barcelona

## Verbreitung
Woher die Bezeichnung garamut stammt ist unklar. Vermutlich hat sich das Wort nicht vor Ende des 19. Jahrhunderts verbreitet, als die ersten europäischen Missionare und Forscher in der Region unterwegs waren. Ähnlich dem Pidgin-Wort kundu, welches die in Neuguinea weit verbreiteten und von Tänzern geschlagenen Sanduhrtrommeln zusammenfasst, könnte garamut von den Europäern aus einer Lokalsprache übernommen und verallgemeinert worden sein. Sibyl Marcuse (1964) führt in ihrem Lexikon der Musikinstrumente eine Auswahl von 13 regional bekannten Schreibvarianten auf, darunter angremut, dangamut (Lavongai), galamutu (St.-Matthias-Inseln), garamudu und karamut(Duke-of-York-Insel), kolamut, auch gamti (Neuirland), naramut und qaramut (Gazelle-Halbinsel), ngaramut und tarremut (Neuirland). Das angremut ordnete Curt Sachs (1913) jedoch den Xylophonen zu. Demnach bestand das in Neubritannien gefundene und 1887 erstbeschriebene, primitive Schlaginstrument aus zwei gut 70 Zentimeter langen und sieben bzw. elf Zentimeter breiten Holzstäben, die sich der Spieler (als eine Art Holmxylophon) über seine Knie oder über eine schmale Bodenöffnung legte, die als Resonanzraum diente (Grubenxylophon). Der Tonabstand beider Platten betrug eine übermäßige Terz.
Garamut ist der Pidgin-Name der Baumgattung Vitex cofassus, der so zum „Trommelbaum“ geworden ist. In der Pala-Sprache Neuirlands bedeutet garamut „eine Art Kugelfisch“. Pater J. Eberlein beschrieb 1910 die Schlitztrommeln der Gazelle-Halbinsel und leitete das Wort a garamut als Zusammensetzung aus a gara, „Gesang“, und mut, „Schweigen“, her, vermutlich weil, wenn die Trommel spricht, Gesang und gesprochenes Wort zu verstummen haben. „A gara i muti“ bedeutete demnach eine Aufforderung zum Stillschweigen, die jemand gegenüber den abendlichen Sängern aussprach, wenn er die in der Ferne schlagende Trommel hören wollte.
Einige regionale Bezeichnungen für Schlitztrommeln an der Nordküste Neuguineas sind galamo (Nakanai-Sprache in der West New Britain Province), galamutu (Insel Emirau), giram (Kairiru-Sprache, East Sepik Province), yilamo (Kove-Volk in der West New Britain Province), giramo (Insel Manam), wagan (Iatmul am mittleren Sepik, nach dem gleichnamigen Ahnengeist) und auf den Salomonen garamuc (Halia-Sprache auf der Insel Bougainville) und kamus (Tinputz-Sprache ebendort). Schlitztrommeln auf den Admiralitätsinseln heißen dali, rali, lali (auch auf Fidschi und Tonga), sowie drami, ndrame und ndral.
Schlitztrommeln fehlen an der Südküste Neuguineas und im Landesinnern. Im indonesischen Teil der Nordküste sind sie praktisch verschwunden oder waren nie vorhanden. Sie kommen ab der Landesgrenze Papua-Neuguineas nach Osten bis zur Grenze der Provinzen Madang und Morobe vor, in einem isolierten Gebiet um die Stadt Lae in der Morobe Province und inland entlang der Flussläufe, vor allem am Sepik und am Ramu.
Es bestehen kulturelle Verbindungen zu weiter östlich im Pazifik gelegenen Inseln. Beispielsweise wurde früher in der Musik von Tuvalu und anderer pazifischer Inseln die Schlitztrommel pate gespielt.
Manche von den Meeresküsten und Flussläufen weiter entfernt lebende Völker, bei denen bis ins 19. Jahrhundert Schlitztrommeln unbekannt waren, haben sie Anfang des 20. Jahrhunderts durch christliche Missionare erhalten. Die Azera im Flusstal des Markham in der Morobe Province besitzen drei sanduhrförmige, simpup genannte Trommeltypen, eine davon mit einem Korpus aus Ton (simpup gur). Die Missionare führten die Schlitztrommeln ein, stellten sie selbst her und schlugen sie anstelle von Kirchenglocken bei Gottesdiensten und sonstigen Versammlungen. Die Azera bezeichnen den Import als garamut, weil sie kein eigenes Wort dafür haben.

## Bauform und Spielweise

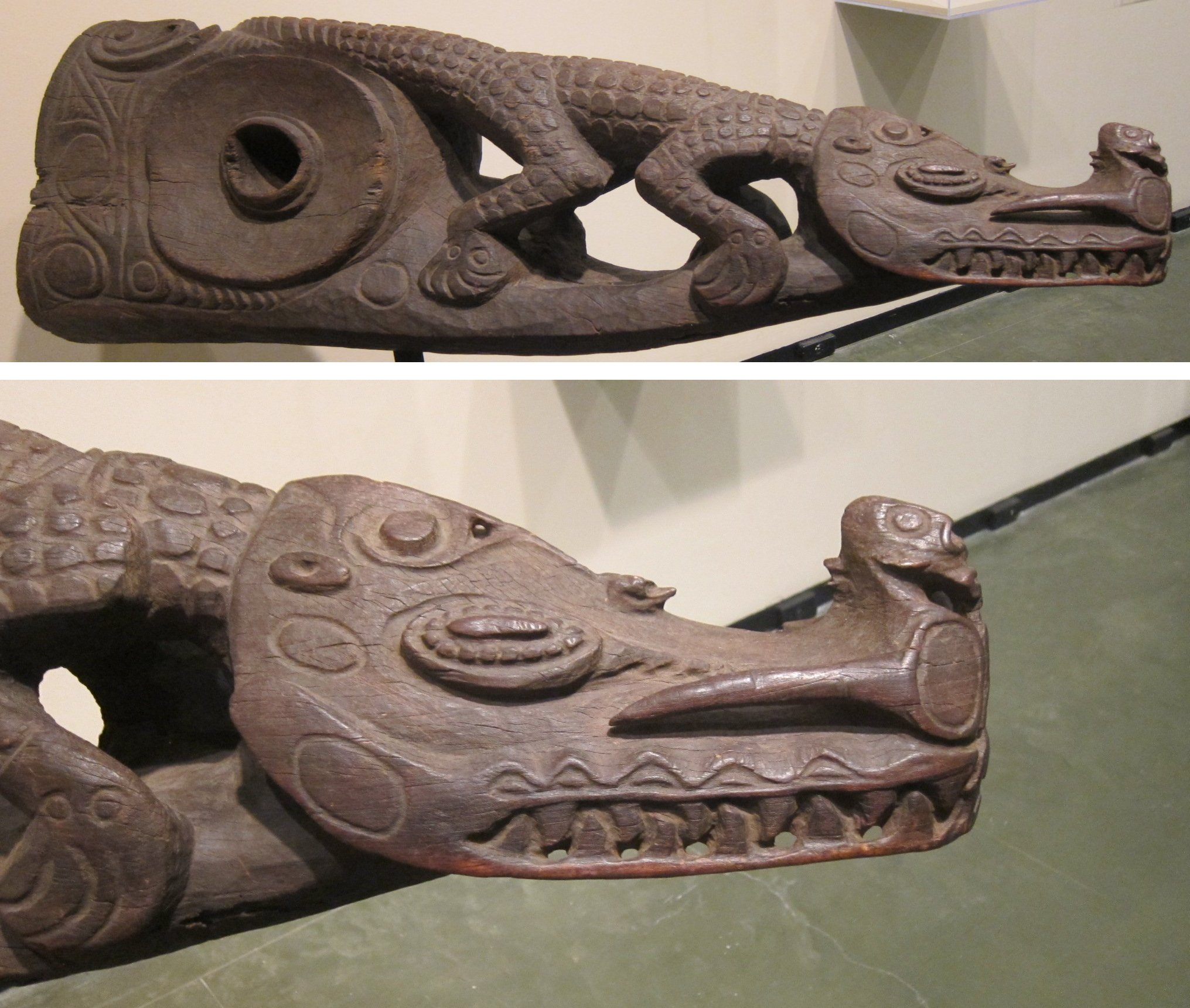
Garamut der Iatmul am mittleren Sepik. Haltegriff in Form eines Krokodils im Honolulu Museum of Art.

Eine Schlitztrommel besteht in den meisten Fällen aus einem Baumstamm, der an einer Längsseite schlitzförmig ausgehöhlt wurde und beim Anschlagen wie ein Gong in Eigenschwingungen versetzt wird. Die englische Bezeichnung slit gong bezieht sich zutreffend auf die Art der Klangerzeugung, während „Trommel“ fälschlich auf ein Schlaginstrument mit einer Membran verweist. Die Länge der garamut variiert zwischen 40 Zentimetern und vier bis fünf Metern, durchschnittlich sind sie 1,5 bis 2 Meter lang. Die Schlitztrommeln am unteren Sepik sind mit ein bis zwei Metern deutlich kürzer als diejenigen des mittleren Sepik. Die sakrale Bedeutung einiger Instrumente wird durch kunstvolle Schnitzereien im Flachrelief an den Seiten oder die Bemalung mit geometrischen Mustern gesteigert. Handgriffe an einer oder beiden Seiten zeigen häufig Tier- oder Menschenfiguren.
Die großen Schlitztrommeln Neuguineas werden allgemein waagrecht auf zwei Holzunterlagen am Boden liegend gespielt, die kleineren seltener auf einer Stangenkonstruktion. Die waagrechten Schlitztrommeln unterscheiden sich von den heute musealen, aufrecht stehenden, großen Schlitztrommeln der Neuen Hebriden, Vanuatus und der Admiralitätsinseln in Menschengestalt. Der an einer Längsseite sitzende Musiker schlägt mit kurzen Stöcken direkt auf den Rand des Schlitzes oder etwas entfernt vom Rand und bringt so unterschiedliche Klänge hervor. Alternativ können eine oder mehrere stehende Personen die Schlitztrommel mit einem langen Stock anstoßen. Die Tonhöhendifferenz der beiden Schlitzränder reicht je nach Bauweise von einer Sekunde, einer Terz bis zu einer Quinte. Die musikalischen Möglichkeiten umfassen also innerhalb eines beschränkten Bereichs verschiedene Rhythmen und Tempi, die Variation der Lautstärke sowie mehrere Tonhöhen und Klangfarben. Schlitztrommeln werden überwiegend von Männern, zur Unterhaltung gelegentlich auch von Frauen gespielt.
Bei großen Dorffesten (sing-sing) werden die Gesänge und Tänze mancherorts neben den tragbaren Sanduhrtrommeln (kundu) auch mit garamut begleitet. Der Leiter einer zeremoniellen Musik ist der big man bilong sing-sing. Auf Neuirland stoßen bei Festen zwei Männer mit langen Stöcken eine garamut, während sie zugleich einen Tanz aufführen und die Stöcke wild bewegen. Die solistisch gespielte garamut wechselt mit dem Gesang eines gemischten Chors.
Nur auf Neuirland waren die Reibhölzer lounuat verbreitet, die in ihrer sakralen Bedeutung den Schlitztrommeln gleichwertig waren. Sie bestanden aus einem länglichen, an allen Seiten abgerundeten Holzblock, der an der Oberseite meist dreifach bis fast zur Mitte quer eingeschnitten ist. Die Schlitze sind innen zu Hohlräumen erweitert. Wird längs mit der Hand über die Oberfläche gestrichen, so vibrieren die einzelnen Holzteile und erzeugen drei durchdringende Töne. Frauen und Nichtinitiierte durften die Reibhölzer nicht sehen. Für sie sollte der Klang Geisterstimmen hervorrufen. Ihre zahlreichen Namen und Beinamen in den Sprachen von Nordwestneuirland haben häufig die Bedeutung „Vogel“, etwa manu taga kul, „der Vogel singt“.

## Herstellung

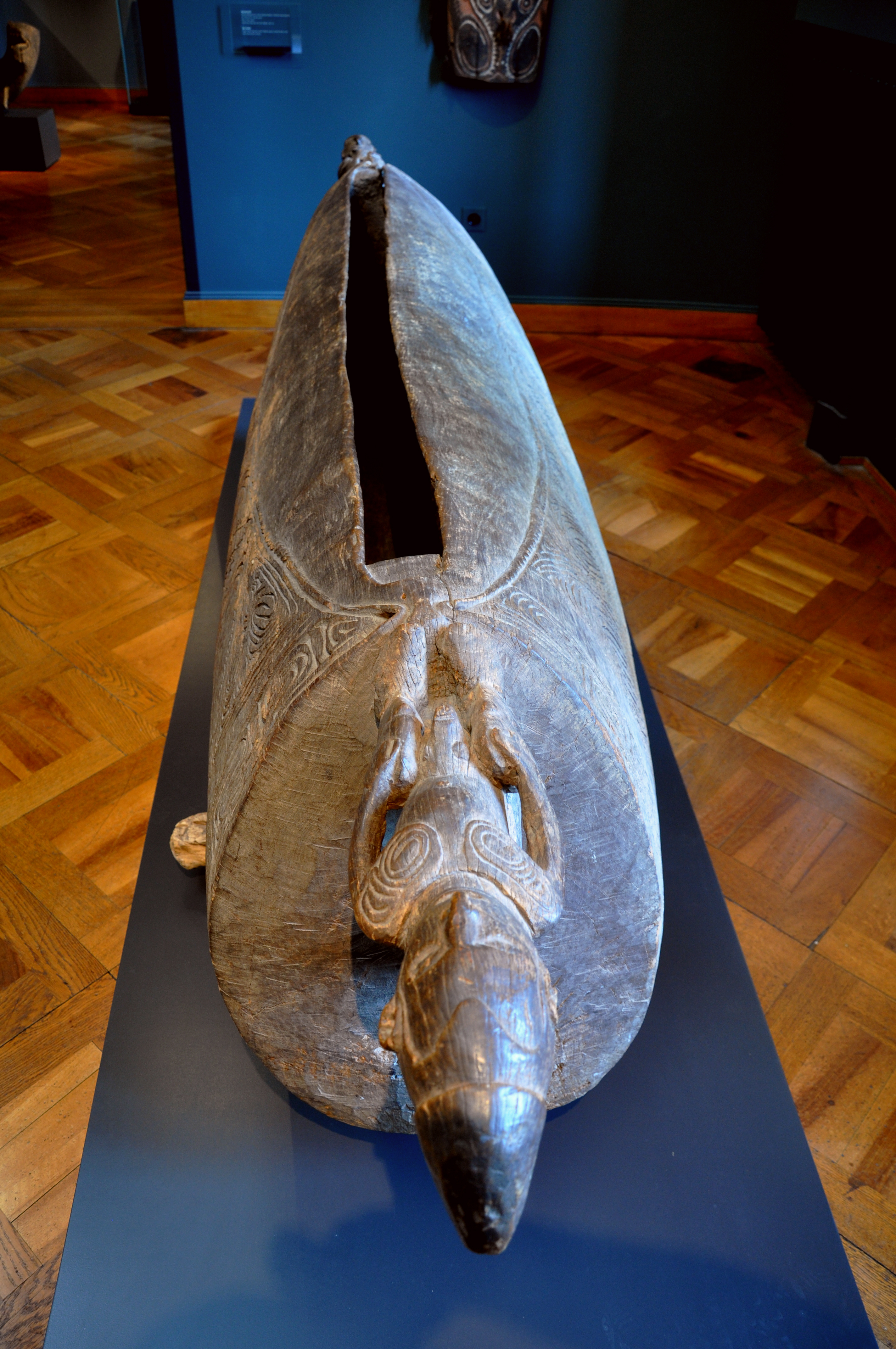
Garamut vom mittleren Sepik, 18./19. Jahrhundert. Haltegriffe in Gestalt menschlicher Figuren an beiden Enden. Museum Rietberg, Zürich

### Gazelle-Halbinsel
Als Nachrichtentrommeln eignen sich weniger die tief tönenden großen Schlitztrommeln, sondern eher mittlere Größen, die einen höheren und präziseren Klang hervorbringen. Die für diesen Zweck idealen garamut der Gazelle-Halbinsel sind etwa 1,2 Meter lang bei einem Durchmesser von 30 Zentimetern. Weil die Herstellung von Frauen nicht gesehen werden darf, zieht sich der Trommelbauer in einer Beschreibung von 1910 an einen abgelegenen Ort in den Wald zurück. Dort fällt er einen geeigneten Baum, trennt den Stamm in drei oder vier Abschnitte, die er in eine eigens gebaute Hütte legt, in der er für mehrere Wochen oder Monate wohnen und auch bei Regen arbeiten kann. Zunächst bringt er den Stamm außen in eine ovale Form, die an der unteren Längsseite fast kreisrund und an der Oberseite schmaler ist. An beiden Enden lässt er Transporthandgriffe stehen.
Bei der traditionellen Herstellung der Schallöffnung wird eine Schnur zwischen beiden Handgriffen gespannt, um die Lage des Schlitzes zu ermitteln. Zwischen zwei symmetrisch eingeschnittenen ovalen Löcher von 20 × 8 Zentimetern entlang der Schnurlinie verläuft am Anfang der Arbeit ein 20 Zentimeter langer daumenbreiter Schlitz. Der Trommelbauer füllt nun glühende Holzkohle in die Öffnungen ein und drückt die Glut von beiden Seiten gegen die Mitte, um den Schlitz im Innern zu einem durchgängigen Hohlraum zu erweitern. Sind die Kohlen verglüht, nimmt er sie heraus und ersetzt sie durch neue. Zwischendurch wird die Form mit einem Beil nachgearbeitet. Je größer der im Innern entstandene Resonanzraum, desto voller der Klang. Entscheidend für den richtigen Klang ist ferner die Form und Breite der Zungen. Die Schlitztrommeln der Gazelle-Halbinsel wurden nach Fertigstellung rot und weiß bemalt, mit einem magischen Spruch eingeweiht und dann an ihren zukünftigen Besitzer ausgeliefert.
Auf der Insel Karkar vor der Küste der Madang Province steht die Herstellung von Schlitztrommeln (goyak) noch heute im Zentrum der rituellen Aktivitäten der Männer. Mehrere Männer ziehen sich für einen Monat in eine Waldlichtung zurück, wo sie eine größere Zahl von Schlitztrommeln anfertigen. Sie vermeiden den Kontakt zu ihren Frauen und fasten. Beim großen Abschlussfest schlagen sie garamut, die Handtrommeln kundu und singen entsprechende zeremonielle Lieder (amung-mung) und andere Tanzlieder. Später werden die Schlitztrommeln in einem weiteren Fest an Nachbardörfer übergeben.

### Yangoru
Der Yangoru-Subdistrikt innerhalb der East Sepik Province durchschneidet die Siedlungsgebiete der Arapesh, Abelam, Boiken und Sawos, die den Yangoru-Dialekt der Boiken-Sprache sprechen. Diese gehört zu den Ndu-Sprachen der Sepik-Sprachfamilie. Bei ihnen wird die Schlitztrommel mie (mi) genannt, was in mehreren Sprachen dieser Gruppe auch „Baum“, „Holz“, „Holzbrett“ und „Holzschnitzerei“ bedeutet. Das Wort kommt vermutlich aus der Iatmul-Sprache. Im Yangoru-Dialekt heißen die drei verwendeten Holzarten kwila (oder hwabo, im Holzhandel Merbau, Intsia bijuga), miamba (auf Pidgin garamut, dem Teakbaum ähnliches helles Hartholz, Vitex cofassus) und moruhwo (Rosenholz, vermutlich Narrabaum, Pterocarpus indicus). Schlitztrommeln werden meist paarweise hergestellt, die größere heißt selek („erste“), die kleinere heik („zweite“). Die Abelam kennen drei Größen aufwendig beschnitzter Schlitztrommeln, die nur von initiierten Männern im Zeremonialhaus gesehen werden dürfen: die große und am tiefsten klingende maama mi, die mittlere kwaté mi und die kleine nyégél mi.
Die Herstellung im Yangoru-Gebiet vollzieht sich bis heute wie auf der Gazelle-Halbinsel um 1900 im Geheimen. Nur Mütter mit Babys dürfen dem Trommelbauer Essen zubereiten und überbringen. Ansonsten muss er sich, solange er an einer garamut arbeitet, von seiner Frau fernhalten. Die Herstellung, an der mehrere Männer beteiligt sind, dauert zwei bis drei Tage. Am ersten Tag fällen sie einen Baum oder bereiten einen am Boden liegenden Stamm vor, indem sie die Rinde entfernen. Für die Nacht bedecken sie das Holz und gehen nach Hause. Am nächsten Morgen brechen sie früh auf, vollziehen an ihrem Arbeitsplatz ein magisches Ritual, bei dem sie einen zubereiteten Pflanzensaft verspritzen. Sollten technische Schwierigkeiten auftauchen, braucht es ein weiteres Ritual (kambahele), um die Totengeister (kamba) zu vertreiben (hele). Mit Dechseln und anderem Werkzeugen machen sie sich an die Arbeit, um eine selek und eine heik herzustellen. Von großer Bedeutung ist die Klangprobe kurz vor Fertigstellung. Am Ende des dritten Tages werden die garamut in das Dorf geschafft. Männer des Dorfes begrüßen die Transporteure und schlagen auf ihren eigenen garamut den Rhythmus anjiji oder jiji, mit dem die Ankunft einer neuen Schlitztrommel verkündet wird. Den Abschluss bildet ein Dorffest, bei welchem viel gekochter Yams mit Beilagen verzehrt wird.

### Rai Coast District
Für die Nekgini im Rai Coast District im Südosten der Madang Province ist der Geisterkult kaapu (entspricht tambaran am Sepik) ein zentrales Element bei der Herstellung der Schlitztrommeln. Es gibt mehrere Arten von Geistern (kaapu), vor allem die Wassergeister kaap tupong yarung, die schöne Stimmen besitzen, und die gefährlichen Waldgeister kaap sawing. Der in vier Phasen eingeteilte Herstellungsprozess beginnt mit dem Baumfällen. Eine Geschichte, wonach in mythischer Zeit ein riesiger Baum gefällt wurde, der Wohlstand für die einen und Tod für andere Menschen brachte, zwingt dazu, dass nur ein Mann, der keine Brüder hat, den Baum fällen darf. Weitere, die soziale Hierarchie betreffende Gebote beim Bau einer Schlitztrommel sind zu beachten. Einen Baum zu fällen hat Einfluss auf die Stellung des Mannes innerhalb der Dorfgemeinschaft und ein junger Mann sollte erst dann eine Schlitztrommel bauen, wenn dies zuvor sein älterer Bruder getan hat.
In der zweiten Phase geht es um die Zuteilung der Stammabschnitte an die bei der Aktion beteiligten Männer. Sie schreiten hintereinander in einer Reihe den am Boden liegenden Stamm ab. Der zuvorderst gehende Mann erhält das oberste Stammstück, der letzte das unterste Stück. Nachdem die Abschnitte markiert sind, werden sie mit dem Beil auseinandergehauen. Für die Männer gelten während der Arbeit die bekannten Abstinenzgebote (kein Sexualkontakt) und Nahrungstabus. Die eigentliche Holzbearbeitung erledigen jedoch der Vorstellung nach nicht die Männer, sondern die Waldgeister (kaap sawing), denen die Männer lediglich hilfreich zur Seite stehen. Etwas unklar bleibt, in welcher Gestalt die Geister auftreten, weil Details geheim gehalten werden. Die Waldgeister sollen als Vögel mit ihren Schnäbeln die Stämme aushöhlen. Zuerst wird der kengiau tätig, eine Papageienart, die Löcher in Bäume bohren kann. Nun entfernt der siurr sotngarangtin (Nashornvogel) die zwischen den Löchern stehengebliebenen Holzteile, bis ein Schlitz entsteht. Wenig später erscheint der nung sarr (Kakadu) und entfernt außen die Rinde. Nur wenn alle Schlitztrommeln im selben fortgeschrittenen Zustand präpariert sind, dürfen sie zum ersten Mal mit einem elastischen Stock (tokung sawing) vom Ast eines Weichholzbaums geschlagen werden. Damit sollen die Ohren der Schlitztrommel geöffnet werden. Nach diesem provisorischen Stock folgen die eigentlichen klangerzeugenden Schläge mit einem Stock aus Hartholz.
Sobald die Hölzer fertig ausgehöhlt sind, also die kaapu sawing ihre Arbeit beendet haben, werden die gefährlichen Geister vertrieben. Sie folgen einem Vogelköder, den ein an der Spitze der Schlitztrommel stehender Mann in den Busch wirft. An ihre Stelle treten, wenn die Schlitztrommel kurz vor der Vollendung steht, die kaap tupong yarung, weil nun deren schöne Stimmen gefragt sind.
In der vierten Phase werden die neuen Schlitztrommeln wie frisch initiierte junge Männer in einer Prozession ins Dorf gebracht. Zuvor flammen die Männer die Oberfläche ab, damit diese schwarz und die Trommel „stark“ wird und bohren ein Loch durch das vordere Ende. Mit einem an diesem Loch befestigten Seil kann die Schlitztrommel über den Boden gezogen werden. Zum Schutz vor der magischen Kraft der Trommeln werfen die Zuschauer bei ihrem Anblick Gras und Blätter über sich.

## Kulturelle Bedeutung

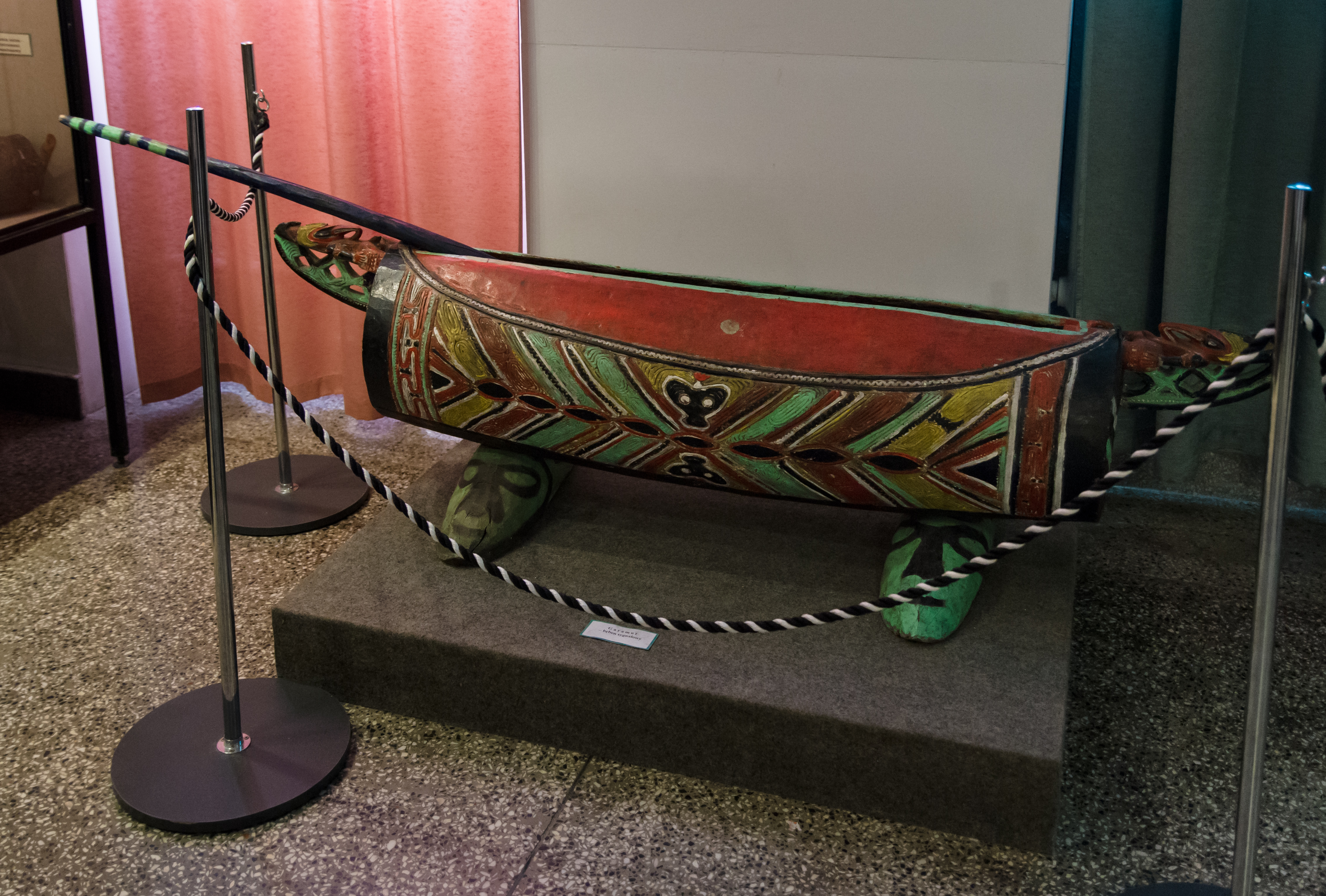
Bemalte garamut mit zwei Tragegriffen im ethnographischen Museum in Pieniężno, Polen.

Hergestellte Gegenstände sind nach den Vorstellungen der Völker in der Sepik-Region mehr als Sachen. Sie tragen etwas von der schöpferischen Kraft ihres Urhebers in sich, der sie mit seinen handwerklichen Fähigkeiten geschaffen hat. Welche kulturelle Bedeutung der garamut in einer Gesellschaft zukommt, ist abhängig vom Anlass, bei dem sie gespielt wird – bei Initiationszeremonien oder zur Begleitung von Unterhaltungstänzen an Festtagen – und betrifft Frauen, erwachsene Männer und männliche Jugendliche in unterschiedlichem Maß. Die Wertschätzung der garamut hängt ebenso vom Aufbewahrungsort ab. Ihr sakraler Status im Kulthaus (am Sepik haus tambaran) kann sich wie derjenige von Masken, Holzschilden und sonstigen Ritualgegenständen auf den Ankaufswert eines Museumsobjekts reduzieren.
Die Herstellung der Schlitztrommeln an einem geheimen Ort gehört zum traditionellen Aufgabenbereich der Männer, die außerdem Kanus, Fischernetze, Häuser, Waffen und Schnitzereien anfertigen, während die Frauen fürs Kochen, Wasser holen, Beschaffen von Sago und Brennholz und für den Fischfang zuständig sind. Früher wurden Schlitztrommeln häufig bei Zeremonien um Kopfjagden und Schädelkulte geschlagen. Bei einigen Initiationszeremonien kommt den auf Schlitztrommeln gespielten Signalen eine wesentliche Rolle zu, etwa bei den Monumbo (östlich der Ramu-Mündung in der Madang Province) oder den Iatmul am mittleren Sepik, bei denen die Knabeninitiation mit Skarifizierungsritualen verbunden ist. Schlitztrommeln lagern meist im Männerhaus oder an einen Pfosten gelehnt in einem offenen Versammlungshaus. Die Kult- oder Geisterhäuser in Malu (East Sepik Province) waren nach einem Bericht von 1888 beim Sago-Erntefest reich geschmückt. Der Geisterglaube ist nach wie vor ein wesentliches Element im Umgang mit Schlitztrommeln.
Als Nachrichtentrommel meldet eine garamut den Tod eines (angesehenen) Mannes. Früher gab es daneben andere, vermutlich vor Einführung der Schlitztrommel bekannte Möglichkeiten der akustischen Nachrichtenübermittlung, zu denen eine stilisierte Rufsprache gehörte.

### Mythische Erschaffung der Schlitztrommeln
Die magisch-rituelle Bedeutung der garamut wird durch Herkunftssagen eingeführt. Als mythischer Schöpfer tritt entweder ein Brüderpaar oder die Kasuar-Mutter auf. Der Kasuar wird in vielen Regionen als Schutzgeist verehrt.
Nach einem kosmogonischen Mythos lebte einst eine Mutter mit Namen Irigan, die zwei Söhne, Buguti und Bugatai, hatte. Eines Tages verließen die Brüder ihre Heimat und wanderten in die Ferne, der ältere Bruder trug eine Handtrommel, der jüngere ein Schneckenhorn bei sich. Unterwegs lebten sie von den Früchten des Waldes. Als sie einen Baum bestiegen, um dort oben weitere Früchte zu ernten, nahmen sie die Bananenstaude mit hinauf, die sie als Vorrat besaßen. Unterdessen sahen sie einen Kasuar, der unter dem Baum auf Nahrungssuche war, und dachten bei seinem Anblick sofort an ihre Mutter. Um herauszufinden, ob der Kasuar tatsächlich ihre Mutter war, warfen sie einige Bananen hinab. Als der Kasuar die Bananen fraß, sagten die Brüder zueinander: „Ja, er ist unsere Mutter.“ Daraufhin verloren sie ihre Angst vor dem großen Tier und beide kletterten vom Baum herunter. Der Kasuar nahm den einen herabsteigenden Bruder mit dem Schnabel und setzte ihn vorsichtig auf dem Boden ab. Als sie den Kasuar fragten, ob er ihre Mutter sei, antwortete er mit einem Kopfnicken. Zu dritt gingen sie weiter auf einem Pfad, der Kasuar voraus, bis sie zu einer Lichtung kamen, auf der sie ihr Lager aufschlugen. Als die Brüder nachts schliefen, erschuf der Kasuar durch sein Wort um sie herum ein Dorf. Am nächsten Morgen fanden sich die Brüder in einem großen schönen Haus wieder und sahen leibhaftig ihre Mutter vor sich stehen. Auf beiden Seiten ihrer Schlafstätte stand eine große Schlitztrommel. Der eine Bruder sollte auf dieser, der andere auf jener Trommel spielen. Die Mutter hatte auch für reichlich Yams und Taro zum Essen gesorgt. Nun feierten sie ein großes Fest und machten sich in den folgenden Tagen daran, Bäume zu fällen und das Land urbar zu machen. Als die Mutter sich bei der Gartenarbeit am Finger verletzte, verwandelten sich die hervorquellenden Blutstropfen zunächst in Salz, um das Essen zu würzen und später entstand aus den Blutstropfen das Meer. Als die Mutter die Wassermassen herankommen sah, verwandelte sie sich  in eine Schildkröte. Der ältere Bruder Buguti ließ sich auf einem Ruder sitzend mit der Flut nach Westen treiben, der jüngere Bruder Bugatai gelangte mit der Flut nach Osten. Während ihrer Fahrt sahen sie immer neue Inseln aus dem Meer auftauchen. Jeder Bruder landete schließlich auf einer Insel, wo er sich niederließ. Später konnten sie sich gegenseitig mit Kanus besuchen, Geschenke austauschen und lebten glücklich.
Nach der Vorstellung der Nekgini-Sprecher im Rai Coast District, die zwischen der Küste und dem Finisterre-Gebirge in einem Hügelgebiet bis in 500 Meter Höhe leben, erschien die erste Schlitztrommel im Gewand eines frisch initiierten Jünglings, der als nunmehr Erwachsener in sein Dorf zurückkehrte. Die menschlichen Eigenschaften, welche der Schlitztrommel zugesprochen werden, zeigen sich an ihrer plastischen Gestaltung mit einem Gesicht und Sexualorganen. Die Schlitztrommel tritt auf eine zu den Menschen parallele Weise in die Gesellschaft ein, sie hat eine (menschliche) Stimme und eine begrenzte Lebenszeit.

### Initiation
Die Initiation symbolisiert den Übergang eines Jugendlichen zu einem erwachsenen Mitglied der Gemeinschaft. Die Initiationszeit verbringen die Jugendlichen mit ihrer Altersgruppe an einem abgeschlossenen Ort außerhalb des dörflichen Alltagslebens. Bei den Nor-Papua, den Einwohnern der Siedlungen in der Murik-Lagune nahe Wewak (East Sepik Province), wurden die 10- bis 14-jährigen Initianten bei der Aufnahme in den heute nicht mehr existierenden brag-Kult („Einkleidung“) nachts von Männern entführt und zum Kulthaus (taáb) gebracht. Dort legte man sie als eine von mehreren, meist schmerzhaften Prüfungen auf zwei in der Mitte liegende garamut, wo sie mit Stöcken und mit Händen geschlagen wurden als wären sie Trommeln. Anschließend mussten sie sich auf den Boden legen und sich mit Stöcken oder Kasuarknochen abwechselnd in beide Seiten stoßen lassen. Zur zwei bis drei Monate dauernden Initiation gehörten auch Angriffe mit Fackeln, deren Feuer die Jungen ausblasen mussten, und der Auftritt eines Mannes mit Schild und Lanze, dessen Gesicht mit Kalk beschmiert war und der den Jungen Angst machen sollte. Die Jungen waren während der Initiationszeit mit roter Farbe bemalt. Am Ende wurden sie (mit Armbändern, Hunde- und Schweinezähnen) geschmückt, dazu spielten Männer Trommeln und die brag-Flöte und sangen. Die Zeremonie drehte sich um den Geist brag, der sich im Kulthaus aufhielt. Nur wer die Initiation durchlaufen hatte, durfte sich bei besonderen Gelegenheiten dem Geist nähern.
Der besondere brag-Geist war nur für Eingeweihte in Gestalt einer Maske zu sehen und seine Stimme war nur in der besonderen Musik der brag-Flöten zu hören. Nach seiner Funktion wurde ein Wassergeist (bragmot) von einem Regengeist (aköm-brag) und einem bestimmten Ortsgeist (nagobrag) unterschieden, die sich zusammen von den einfachen Totengeistern (nabran) abhoben. Während der Initiation durchlebte der Initiant symbolisch eine Reinigungsphase (Katharsis), in der er anfangs vom Geist verschlungen und am Ende zu neuem Leben wieder ausgespien wurde. Eine ähnliche Wirkung auf den Nichteingeweihten besaß das Ungeheuer balum, das bei der balum-Initiation an der Nordküste des Huongolfs Angst und Schrecken verbreitete.
James Leach vergleicht am Beispiel der Nekgini-Sprecher die Initiation der Jungen mit der Herstellung der garamut. Wenn zum Höhepunkt der Zeremonie die geschmückten und eingekleideten Jungen als Betrachtungsobjekte ins Dorf geführt werden, ergreifen die Zuschauer die gleichen magischen Schutzmaßnahmen vor dem überwältigenden Anblick wie beim Eintreffen neuer Schlitztrommeln. Dies setzt die Vorstellung voraus, dass das Holz bei der Verarbeitung zur Schlitztrommel in einem Verwandlungsprozess magisch aufgeladen wurde, weshalb die Trommelschläge als Stimme der Trommel wahrgenommen werden.

### Nachrichtenübermittlung
In der Sprache der Monumbo hießen die Schlitztrommeln ongar, ebenso wie das Geisterhaus der Gapun- (Taiap-)Sprecher (East Sepik Province), von denen sie die Monumbo geliefert bekamen. Monumbo ist eine kaum noch bekannte papuanische Sprache, die zusammen mit der kulturellen Tradition ihrer einstigen Sprecher seit der Christianisierung Anfang des 20. Jahrhunderts praktisch verschwunden ist. Eine Analyse Walter Grafs der Schlagfolgen bei der Signalübermittlung stützt sich auf die Dokumentation des Forschungsreisenden Rudolf Pöch, der 1904–1906 bei den Monumbo Tonaufnahmen mit dem Edison-Phonographen auf Phonographenwalzen anfertigte.
Die musikalischen Möglichkeiten der Schlitztrommel wurden bei der Nachrichtenübermittlung nur begrenzt ausgenützt, jedenfalls gaben die frühen Feldforscher selten Angaben zu Tonhöhen und machten in den meisten Untersuchungen lediglich Angaben zur rhythmischen Struktur und Lautstärke. Unterschiedliche Tonhöhen waren laut Graf den Notationen nach zu urteilen im Zusammenspiel mehrerer Schlitztrommeln auf der Gazelle-Halbinsel und bei den Kwoma am Oberlauf des Sepik von Bedeutung. Die Rufsignale (biaka) der Monumbo konnten von einem leisen Gesang oder einer gemurmelten Textrezitation begleitet gewesen sein. Der Gesang oder die Worte waren der Ausgangspunkt für den Trommelrhythmus und standen nach einem bestimmten Muster mit aneinandergereihten Schlagserien in Zusammenhang. Beispielsweise konnten fünf Schläge in gleichen Abständen durch ein bis zwei Einzelschläge oder eine Pause getrennt sein. Daneben gab es bei den Monumbo Mitteilungssignale, die einen konkreten Inhalt vermittelten, denen jedoch keine durch Gesang oder Rezitation gebildete rhythmische Struktur zugrunde lag.
Bei den Nor-Papua besaß jeder Clan (poang) ein eigenes Trommelsignal, das den Namen des mythischen Stammvaters, eines bestimmten Geistes (möröb) trug. Dem eigentlichen möröb-Signal ging eine bestimmte einleitende Schlagfolge voraus. Andere Völker stellten ebenfalls mit einem den Clan charakterisierenden Trommelsignal die Verbindung zu den Ahnen her. Bei den Kwoma entstand aus dem Signal der Clanebene ein neues individuelles Signal, wenn zuerst das Signal des väterlichen Clans einer Person gefolgt von demjeniges des mütterlichen Clans gespielt wurde. Junge Erwachsene der Monumbo erhielten die Trommelsignale von Verstorbenen.
Strukturell überwiegt die Abfolge mehrerer kurzer und mehrerer langer Klänge. Zu den verbreiteten inhaltlich-emotionalen Entsprechungen gehören langsame Schläge für Tod, kurze Schläge für Alarm und Trommelwirbel für festliche Anlässe. Auf der Gazelle-Halbinsel unterschied sich das Signal für Tod nur durch drei zusätzliche langsame Schläge zu Beginn vom Signal für Geburt. Auf der Kranket-Insel bei Madang gab es das Signal „die Frau soll nach Hause kommen“. Wenn hinter diese ansonsten unveränderte Schlagfolge das „Tod“ bezeichnende Element angefügt wurde, so bedeutete das Trommelsignal „dein Mann ist tot“. Ein anonymer Autor vermerkt im Steyler Missionsboten Nr. 41 von 1913/14, wie Inhalte zu einer zumindest halb ausgereiften Trommelsprache aneinandergereiht wurden: „Will der Vater z. B. seinen Sohn herbeirufen, der in einem nach Osten gelegenen Dorf ist, so trommelt er zunächst für Osten, dann wissen die Leute im Osten, daß sie aufhorchen sollen, und die im Westen, daß es nicht für sie gilt. Dann trommelt er seinen Namen, darauf den seines Sohnes und dann, daß er schnell kommen soll.“
Auf der Gazelle-Halbinsel wurden die garamut stets morgens und abends geschlagen, in der Funktion als Nachrichtentrommel entweder um allgemein einen feierlichen Anlass bekanntzugeben (tintiding) oder um eine individuelle Nachricht an eine einzelne Person zu übermitteln (kulatiding). Die Aufrufe zu besonderen Anlässen, tintiding (von ting, „anfragen“), erfolgten bei einem Todesfall, der Ankündigung eines Krieges oder einer wichtigen Versammlung und, um eine erfolgreich verlaufene Treibjagd zu melden. Nach dem Begräbnis eines gewöhnlichen Dorfbewohners verteilten die Verwandten des Verstorbenen etwas Muschelgeld unter den Trauernden, die nach Hause gehen und am Abend und am folgenden Morgen den Tod mit ihrer garamut verkünden mussten. Das Trommelsignal dieses tintiding hieß ubugab („Blut schlagen“) oder but varveai („schlagend anmelden“). Auf einen einleitenden Trommelwirbel folgte die mehrfach wiederholte Todesnachricht, die wiederum mit einem Wirbel beendet wurde.
Das Trommelsignal nach einer erfolgreichen Treibjagd sollte die Kaufinteressenten anlocken, die einen Teil des im Gehöft zerlegten Schweins gegen Muschelgeld erwerben konnten. Signale, die zum Aufbruch in den Kampf gegen einen benachbarten Feind aufriefen, enthielten verschlüsselte Botschaften, die zuvor in einer Dorfversammlung abgesprochen worden waren. Hierzu gehörten auch falsche Signale, um den mithörenden Feind irrezuführen. Mindestens 20 Tage vor einem großen Dorffest (Pidgin sing-sing) machte jeden Morgen eine garamut auf das Ereignis aufmerksam. Nach einem Trommelwirbel folgten eine kurze Pause und danach in Abständen mehrere einzelne Schläge, die wiederum mit einem Wirbel beendet wurden.
Die individuelle Nachricht (kulatiding) diente dazu, jemanden in sein Haus zu rufen, der sich zu seinem Feld, ins Nachbardorf oder an einen unbekannten Ort begeben hatte. Bedeutendere Personen besaßen ein eigenes Trommelsignal, das den meisten Dorfmitgliedern bekannt war, sodass sie einen gezielten Rückruf aussenden konnten.
Eine differenzierte eigene Trommelsprache existiert bis heute im Yangoru-Subdistrikt. Für bestimmte Schlüsselwörter steht ein eindeutiges rhythmisches Muster zur Verfügung. Zum übertragbaren Grundwortschatz gehören „Achtung“ (akwo), „Ende“ (suo), „Versammlungsort“ (pili) und spezielle garamut-Namen der Personen. Soll die Meldung nur in einer bestimmten Himmelsrichtung wahrgenommen werden, so enthält sie einen Rhythmus für diese Richtung, etwa „Osten“ (yembi-jause). Ist die Meldung für den gesamten Umkreis bestimmt, werden die Rhythmusmuster aller vier Himmelsrichtungen aneinandergereiht. Eine individuelle Nachricht enthält den Namen des Angesprochenen und die Richtung seines Aufenthaltsorts vom Standort der Trommel.
Eine Mitteilung handelt beispielsweise von einem seit längerem bettlägerigen Kranken, der mutmaßlich von einem bösen Geist befallen ist. Nun geht es darum, alle Menschen der Umgebung zusammenzurufen, um zu beratschlagen, welche Medizin angewendet werden soll und ob überhaupt alle wollen, dass der Kranke am Leben bleibt. Die Botschaft in Trommelsprache übersetzt enthält nacheinander die rhythmischen Muster für: 1) „Achtung“ (akwo akwo), 2) „erzähle“ (aohwie), 3) führt die Trommelspieler ein (arihwi), 4) Eigenname, 5) „erzähle (um was es geht)“, 6) „kranke Person“ (hwahwatuo), 7) „erzähle (was sollen wir für ihn tun?)“ (aohwie), 8) „entferne den Speer“ (wir sollten ihm nicht erlauben zu sterben, yilohwo), 9) „jeder“ (tuontuo) und 10) „muss kommen“ (um den Fall zu diskutieren, wampili).
Außer dem Begrüßungsrhythmus anjiji für eine neue Schlitztrommel im Dorf wird bei dieser Gelegenheit noch die Rhythmusfolge rima huasi worn kia geschlagen. Sie bedeutet „Kokosnuss – Betelnuss – klettere hinauf – klettere hinab“.